# جيمي تومسون (منفذ الاعدام)
جيمي تومسون (بالإنجليزية: Jimmy Thompson)‏ هو منفذ الاعدام أمريكي، (و. 1895  م).